# Кивира (Титан)
Кивира (лат. Quivira) — светлая деталь альбедо на поверхности Титана, самого большого спутника Сатурна. Находится рядом с экватором; координаты центра — 0° с. ш. 15° з. д. / 0° с. ш. 15° з. д. Расположена между тёмными регионами Фенсал и Ацтлан. С юга в Кивиру вдаётся тёмная равнина Чусук; возле юго-западной части находится светлое пятно, известное как факула Котс.
Кивира была обнаружена на снимках, сделанных космическим аппаратом «Кассини-Гюйгенс». Названа в честь легендарного города Кивира на юго-западе Америки (см. Семь золотых городов). Название было утверждено Международным астрономическим союзом в 2006 году.